# Kalsko
Kalsko is een plaats in het Poolse district  Międzyrzecki, woiwodschap Lubusz. De plaats maakt deel uit van de gemeente Międzyrzecz en telt 400 inwoners.